# Maciej Jaworowski
Maciej Jaworowski (zm. 1612 w Neapolu) – doktor obojgu praw oraz filozofii, profesor i rektor Akademii Zamojskiej. 

## Życiorys
Doktorat z obojgu praw uzyskał w Rzymie. Przed 1597 przybył do Zamościa. 30 stycznia 1598 roku jako pierwszy na Akademii Zamojskiej uzyskał promocję doktorską z filozofii. W tym samym roku został wybrany rektorem uczelni, funkcję tę pełnił jedną kadencję do 1599. Wykładał na katedrze logiki i metafizyki. 